# Buscant la Pauline
Buscant la Pauline (títol original en francès, La Petite) és una pel·lícula dramàtica francobelga del 2023 dirigida per Guillaume Nicloux. S'ha subtitulat al català.
La pel·lícula és una adaptació del llibre Le Berceau de Fanny Chesnel.